# П'єзометричний рівнемір

Робота рівнеміра (рис. а) основана на вимірюванні тиску повітря, що продувається через шар рідини за допомогою п'єзометричної трубки. Цей тиск витрачається на подолання гідростатичного тиску Р рідини:
{\displaystyle P=\rho gh}
де 
- ρ — густина рідини;
- g — прискорення сили тяжіння;
- h — товщина шару рідини.

Основний недолік даного рівнеміра — необхідність використання очищеного стисненого повітря.
При зміні рівня рідини змінюється площа обкладки утвореного конденсатора, що супроводжується зміною ємності.